# Pseudomyrophis nimius
Pseudomyrophis nimius är en fiskart som beskrevs av Böhlke, 1960. Pseudomyrophis nimius ingår i släktet Pseudomyrophis och familjen Ophichthidae. Inga underarter finns listade i Catalogue of Life.